# Jogos Peninsulares do Sudeste Asiático de 1959
Os Jogos Peninsulares do Sudeste Asiático de 1959, como conhecidos até 1975, foram a primeira edição do evento multiesportivo, realizado em Banguecoque, na Tailândia, entre os dias 12 e 17 de dezembro.

## Países participantes
Seis países participaram do evento:
- Laos
- Myanmar
- Tailândia
- Malásia
- Singapura
- Vietname

## Modalidades
Foram disputadas doze modalidades nesta primeira edição dos Jogos:
| - Atletismo - Badminton - Basquete - Boxe - Ciclismo - Esportes aquáticos | - Futebol - Levantamento de peso - Tênis - Tênis de mesa - Tiro - Vôlei |

## Quadro de medalhas
País sede destacado.
| Ordem | País      | Medalha de ouro | Medalha de prata | Medalha de bronze |     |
| ----- | --------- | --------------- | ---------------- | ----------------- | --- |
| 1     | Tailândia | 35              | 26               | 15                | 76  |
| 2     | Myanmar   | 11              | 15               | 14                | 40  |
| 3     | Malásia   | 8               | 15               | 11                | 34  |
| 4     | Singapura | 8               | 7                | 18                | 33  |
| 5     | Vietname  | 5               | 5                | 6                 | 16  |
| 6     | Laos      |                 |                  | 2                 | 2   |
| TOTAL | TOTAL     | 67              | 68               | 66                | 201 |